# Guillermo Aguilar Álvarez
Guillermo Aguilar Álvarez, (Ciudad de México, 21 de mayo de 1904 - 27 de agosto de 2008, en México, D.F.) fue un ingeniero, dirigente deportivo mexicano, fundador y primer presidente del club Club Universidad Nacional de 1954 a 1957, en la Segunda División. Entre 1936 y 1940, fungió como presidente del Club de Fútbol Atlante. Fue artífice de la consecución del ascenso en la temporada 1961-62 de los Pumas de la UNAM a la Primera División. Falleció a los 104 años de edad. Como homenaje a su labor, las instalaciones de la Cantera Universitaria llevan su nombre.